# Batotz
Batotz, auch Batok, war ein Volumenmaß für Reis im Niederländisch-Indien (Indonesien).
- 1 Batotz = 1,07 Liter